# Głębia Romanche

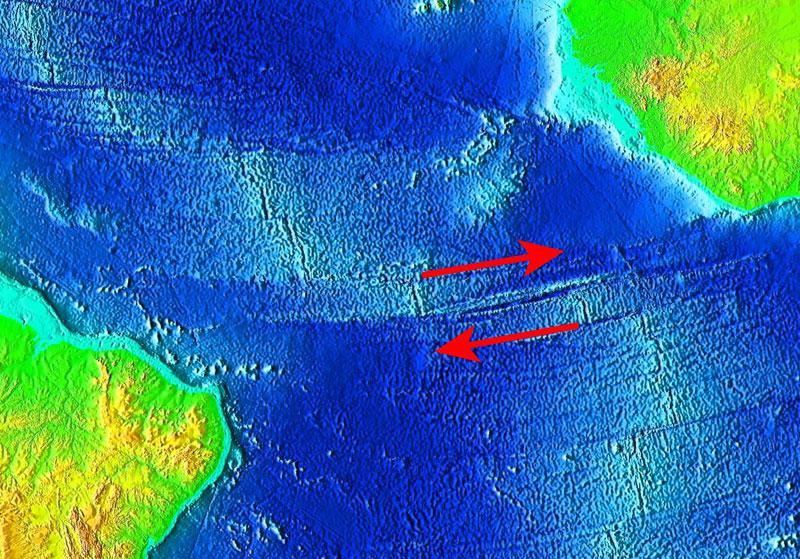
Strefa uskokowa Romanche

Głębia Romanche (ang. Romanche Furrow, Romanche Gap) – głęboki rów o przebiegu równoleżnikowym, znajdujący się w środkowej części Oceanu Atlantyckiego.
Znajduje się w pobliżu równika, pomiędzy wybrzeżami Brazylii i Zachodniej Afryki. Przybliżone położenie: 2°N – 2°S i 16°W – 20°W.
Jest trzecią głębią Oceanu Atlantyckiego, po Rowie Portorykańskim i Rowie Sandwichu Południowego. Ma 7.760 m głębokości, 300 km długości i 19 km szerokości. Oddziela Grzbiet Północnoatlantycki i Basen Sierra Leone na północy od Basenu Angolskiego, Grzbietu Południowoatlantyckiego i Basenu Brazylijskiego na południu.
Głębia Romanche umożliwia cyrkulację przydennych wód z zachodniej do wschodniej części Atlantyku. Poprzez nią przepływa z zachodu na wschód ok. 3,6×106 m³/s wody o temperaturze 1,57 °C. Prąd przydenny płynie w kierunku przeciwnym niż powierzchniowy.
Głębia Romanche leży ponad strefą uskokową Romanche (ang. Romanche Fracture Zone), będącą uskokiem transformacyjnym. Powstała w wyniku rozsuwania się Grzbietu Śródatlantyckiego wraz z doliną ryftową i strefy spreadingu.